# Kevin Rowland
Kevin Rowland (ur. 17 sierpnia 1953) – angielski piosenkarz i autor tekstów irlandzkiego pochodzenia oraz frontman popowego zespołu Dexys Midnight Runners (obecnie Dexys), który zasłynął z kilku hitów z początku lat 80. Najbardziej rozpoznawalne to „Geno" i „Come On Eileen”, które osiągnęły pierwsze miejsce na brytyjskiej liście singli. 

## Dzieciństwo i młodość
Rowland urodził się w Wednesfield w Wolverhampton w Anglii 17 sierpnia 1953 r. w irlandzkiej rodzinie z Crossmoliny w Mayo. Przez trzy lata, między 1. a 4. rokiem życia, mieszkał w Irlandii, następnie powrócił do Wolverhampton. Gdy miał 11 lat, rodzina przeniosła się do Harrow, a mając 15 lat opuścił szkołę. 

## Kariera
Jego pierwszy zespół, Lucy & the Lovers, czerpał z Roxy Music, ale szybko uległ rozwiązaniu. Jego kolejny projekt, grupa grająca punk rock o nazwie The Killjoys, był nieco bardziej udany, wydał bowiem singiel „Johnny Won't Get To Heaven” w 1977 roku. Alienowany przez scenę punkową, Rowland wraz z gitarzystą z The Killjoys, Kevinem Archerem, postanowili stworzyć nową grupę inspirowaną muzyką soul, Dexys Midnight Runners. Irlandzkie korzenie Rowlanda wpłynęły na powstanie wielu piosenek grupy i były rozpoznawalne dzięki specyficznemu stylowi wokalisty. Jak wspomniał sam muzyk, po utworzeniu zespołu pomyślał, że „ważne jest, aby mieć styl wokalny” oraz „miałem pomysł, aby używać «płaczliwego» głosu”, częściowo zainspirowany przez frontmana zespołu Chairmen of the Board Generala Johnsona. 
Kiedy Dexys Midnight Runners rozpadł się w 1987 roku, Rowland nagrał solowy album The Wanderer, który wraz z jego trzema singlami okazał się komercyjną porażką. Wydanie kolejnego albumu miało miejsce dopiero w 1999 roku, kiedy nagrał kolekcję interpretacji klasycznych piosenek My Beauty. Okładka ukazywała Rowlanda z mocnym makijażem, w sukience i damskiej bieliźnie. 
W 2003 roku Rowland reaktywował Dexys Midnight Runners, gdzie oprócz niego z pierwotnego składu grupy znalazł się jedynie basista Pete Williams, który tym razem pełnił także rolę drugiego wokalisty. Rowland rozpoczął wraz z zespołem udaną trasę koncertową, wspartą albumem z kompilacjami największych hitów, zawierającym dwie nowo nagrane piosenki – „Manhood” i „My Life in England”. Oba te utwory zostały przetestowane przez wytwórnię płytową, ale żadna z nich nie otrzymała wystarczającej ilości czasu antenowego, aby można je było wydać. 
W 2012 roku Rowland ponownie aktywował Dexys Midnight Runners, tym razem pod nazwą „Dexys”. Grupa wydała nowy album One Day I'm Going to Soar, który promowała podczas trasy koncertowej po Wielkiej Brytanii. Rowland zawsze mocno identyfikował się ze swoim irlandzkim pochodzeniem. W 2016 roku Dexys wydał swój piąty album, Let the Record Show: Dexys Do Irish and Country Soul, zawierający między innymi interpretacje irlandzkich piosenek folkowych takich jak „Women Of Ireland” i „Carrickfergus”. 
Od około 2005 roku Rowland prowadził popularną trasę DJ-ską w klubach w całej Wielkiej Brytanii. Jego różnorodny zestaw zawierał własne ulubione utwory, vintage soul i popowe numery od takich wykonawców jak T-Rex, Roxy Music i Harold Melvin & Blue Notes. 

## Dyskografia

### Albumy studyjne
| Rok  | Szczegóły albumu                                                            |
| ---- | --------------------------------------------------------------------------- |
| 1988 | The Wanderer - Data wydania: 1988 - Wytwórnia: Mercury Records              |
| 1999 | My Beauty - Data wydania: 21 września 1999 r. - Wytwórnia: Creation Records |

### Single
| 1988                                                | „Walk Away”         | 95 | The Wanderer |
| 1988                                                | „Tonight”           | 81 | The Wanderer |
| 1988                                                | „Young Man”         | –  | The Wanderer |
| 1999                                                | „Concrete and Clay” | –  | My Beauty    |
| „-” oznacza wydania, które nie dostały się na listę |                     |    |              |

### Gościnne występy
| Rok  | Piosenka                   | Album             |
| ---- | -------------------------- | ----------------- |
| 1988 | „Sean” (z The Proclaimers) | Sunshine on Leith |